# OneWeb
OneWeb, dříve známá jako WorldVu Satellites, je telekomunikační společnost založena Gregem Wylerem se sídlem ve Velké Británii a Spojených státech amerických. Cílem společnosti je poskytovat internetové služby všem a všude.
OneWeb buduje satelitní komunikační síť na nízké oběžné dráze, aby poskytovala vysoce výkonné a vysokorychlostní služby. Společnost má v plánu vypustit více než 650 malých satelitů na nízkou oběžnou dráhu, které budou obíhat Zemi ve výšce 1200 km.
Stavba družicové sítě byla zahájena 27. února 2019, vypuštěním prvních šesti testovacích satelitů OneWeb.
V březnu 2020 společnost propustila 85 % svých zaměstnanců a vyhlásila úpadek, poté co jí její největší akcionář, japonská společnost Softbank, odmítl poskytnout další finanční prostředky na provoz.
V září roku 2023 byl dokončen přechod OneWeb pod nově vzniklou Eutelsat Group.

## Satelitní konstelace OneWeb

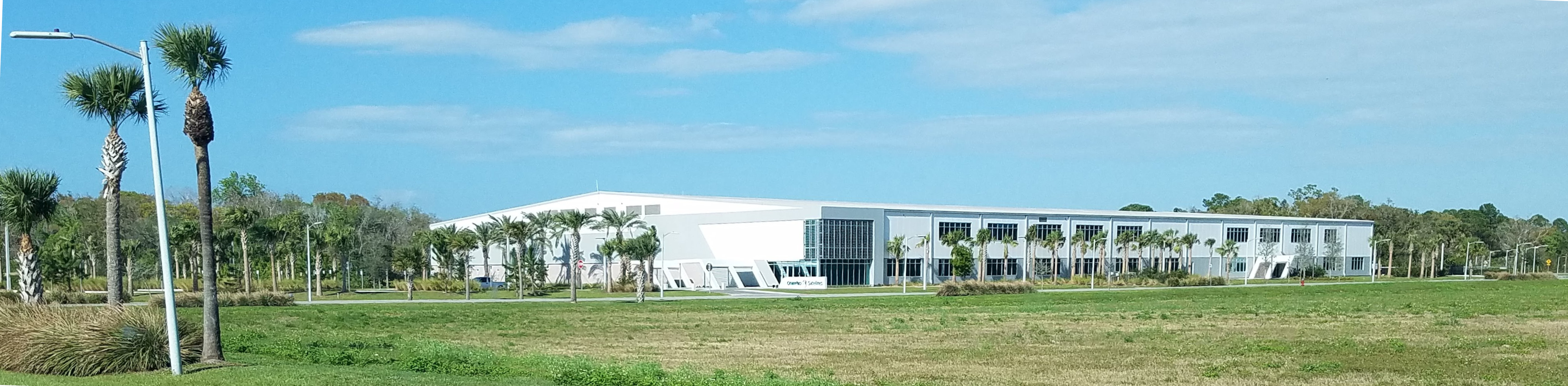
OneWeb Satellites Manufacturing, ostrov Merritt, Florida

Prvotní fáze projektu na vybudování satelitní konstelace OneWeb (dříve WorldVu) počítala do roku 2021 se sítí 650 družic, které měly nabídnout globální širokopásmové internetové služby. Tyto malé družice jsou stavěny v továrně OneWeb Satellites na Floridě, což je společný podnik společností OneWeb a Airbus Defense and Space.

### Vypouštění satelitů
OneWeb měla v plánu ve spolupráci s Arianespace vypustit 30 až 36 satelitů za měsíc.
| Číslo letu | Datum a čas startu (UTC) | Nosná raketa           | Startovací komplex | Počet satelitů | Výsledek |
| ---------- | ------------------------ | ---------------------- | ------------------ | -------------- | -------- |
| 1          | 27. února 2019 21:37     | Sojuz ST-B / Fregat-MT | Kourou ELS         | 6 (testovací)  | Úspěch   |
| 2          | 6. února 2020 21:42      | Sojuz 2.1b / Fregat-M  | Bajkonur 31/6      | 34             | Úspěch   |
| 3          | 21. března 2020 17:07    | Sojuz 2.1b / Fregat-M  | Bajkonur 31/6      | 34             | Úspěch   |
| 4          | 18. prosince 2020 12:26  | Sojuz 2.1b / Fregat-M  | Vostočnyj 1S       | 36             | Úspěch   |
| 5          | 25. března 2021 02:47    | Sojuz 2.1b / Fregat-M  | Vostočnyj 1S       | 36             | Úspěch   |
| 6          | 25. dubna 2021 22:14     | Sojuz 2.1b / Fregat-M  | Vostočnyj 1S       | 36             | Úspěch   |
| 7          | 28. května 2021 17:38    | Sojuz 2.1b / Fregat-M  | Vostočnyj 1S       | 36             | Úspěch   |
| 8          | 1. července 2021 12:48   | Sojuz 2.1b / Fregat-M  | Vostočnyj 1S       | 36             | Úspěch   |
| 9          | 21. srpna 2021 22:13     | Sojuz 2.1b / Fregat    | Bajkonur 31/6      | 34             | Úspěch   |
| 10         | 14. září 2021 18:07      | Sojuz 2.1b / Fregat    | Bajkonur 31/6      | 34             | Úspěch   |
| 11         | 14. října 2021 09:40     | Sojuz 2.1b / Fregat    | Vostočnyj 1S       | 36             | Úspěch   |
| 12         | 27. prosince 2021 13:10  | Sojuz 2.1b / Fregat    | Bajkonur 31/6      | 36             | Úspěch   |
| 13         | 10. února 2022 18:09     | Sojuz 2.1b / Fregat    | Kourou ELS         | 34             | Úspěch   |
| 14         | 22. října 2022 18:37     | LVM 3                  | Šríharikota SLP    | 36             | Úspěch   |
| 15         | 8. prosince 2022 22:27   | Falcon 9               | Kennedy 39A        | 40             | Úspěch   |
| 16         | 10. ledna 2023 04:50     | Falcon 9               | Canaveral 40       | 40             | Úspěch   |
| 17         | 9. března 2023 19:13     | Falcon 9               | Canaveral 40       | 40             | Úspěch   |
| 18         | 26. března 2023 03:30    | LVM 3                  | Šríharikota SLP    | 36             | Úspěch   |
| 19         | 20. května 2023 13:16    | Falcon 9               | Vandenberg 4E      | 15+1           | Úspěch   |
| 20         | 20. října 2024 05:13     | Falcon 9               | Vandenberg 4E      | 20             |          |